# 菅野松男
菅野 松男（すがの まつお）は兵庫県加古川市在住の日本のアマチュア天文学者。明石市職員として明石市立天文科学館などに勤務する傍らでC/1983 J1 菅野・三枝・藤川彗星、新星3つ（ヘルクレス座V827（1987年）、ヘルクレス座V838（1991年）、いて座V4327（1993年））、M65超新星SN2013am、15個の小惑星を共同発見している（ただしMPCに発見者の1人として登録されているのはうち4個）。他に1983年には菅野天体とも呼ばれたおうし座T型星オリオン座V1143を発見している。阪神・淡路大震災以前の発見は神河町にあるIAUの天文台コード374の観測所南小田観測所からされた。
小惑星5872 Sugano は菅野の名前からつけられた。なお、6155 Yokosugano は夫人の名前（洋子）からつけられた。